# Teglværksbroen
Teglværksbroen est un pont pour les voitures, les vélos et les piétons située à Copenhague. Il est construit en 2011.